# Ischaemum fragile
Ischaemum fragile är en gräsart som beskrevs av Robert Brown. Ischaemum fragile ingår i släktet Ischaemum och familjen gräs. Inga underarter finns listade i Catalogue of Life.